# 語彙目録
言語学における語彙目録（ごいもくろく）、あるいは単に語彙、またはレキシコンもしくはレクシコン（lexicon）とは、言語の知識の一部で、ある言語の全ての丸ごと覚えている単位（語、形態素、イディオムなど）の形式・意味・文法的特性についての知識の総体である。
語彙目録に載っているそれぞれの語や形態素のことを語彙項目（ごいこうもく、lexical item）という。各語彙項目についての情報を語彙記載項目（ごいきさいこうもく、lexical entry）という。語彙目録は辞書（じしょ）とも呼ばれる。
語彙目録は、文法で一般化できない雑多な情報、例外的な情報が蓄積されている部分と考えられてきたが、語彙機能文法や主辞駆動句構造文法のように、受動態の現象を語彙目録の中で扱う理論も存在する。
語彙を抽象化・一般化して扱うかどうかは、言語学の分野によりさまざまである。一例を挙げると、生成文法では、文法の特に統語について、文は「<名詞句> <動詞句>」といったような品詞の語の並びである、といったようにして、語を品詞に抽象化・一般化して扱う傾向が強い。別の一例としては、認知文法（認知言語学）ではそのように明瞭に二分できるものではないという扱いが強く、実際に用例に現れる語彙や文に直接に基づいて文法があるものだとしている（用法基盤モデル）。